# Gérard Vantaggioli

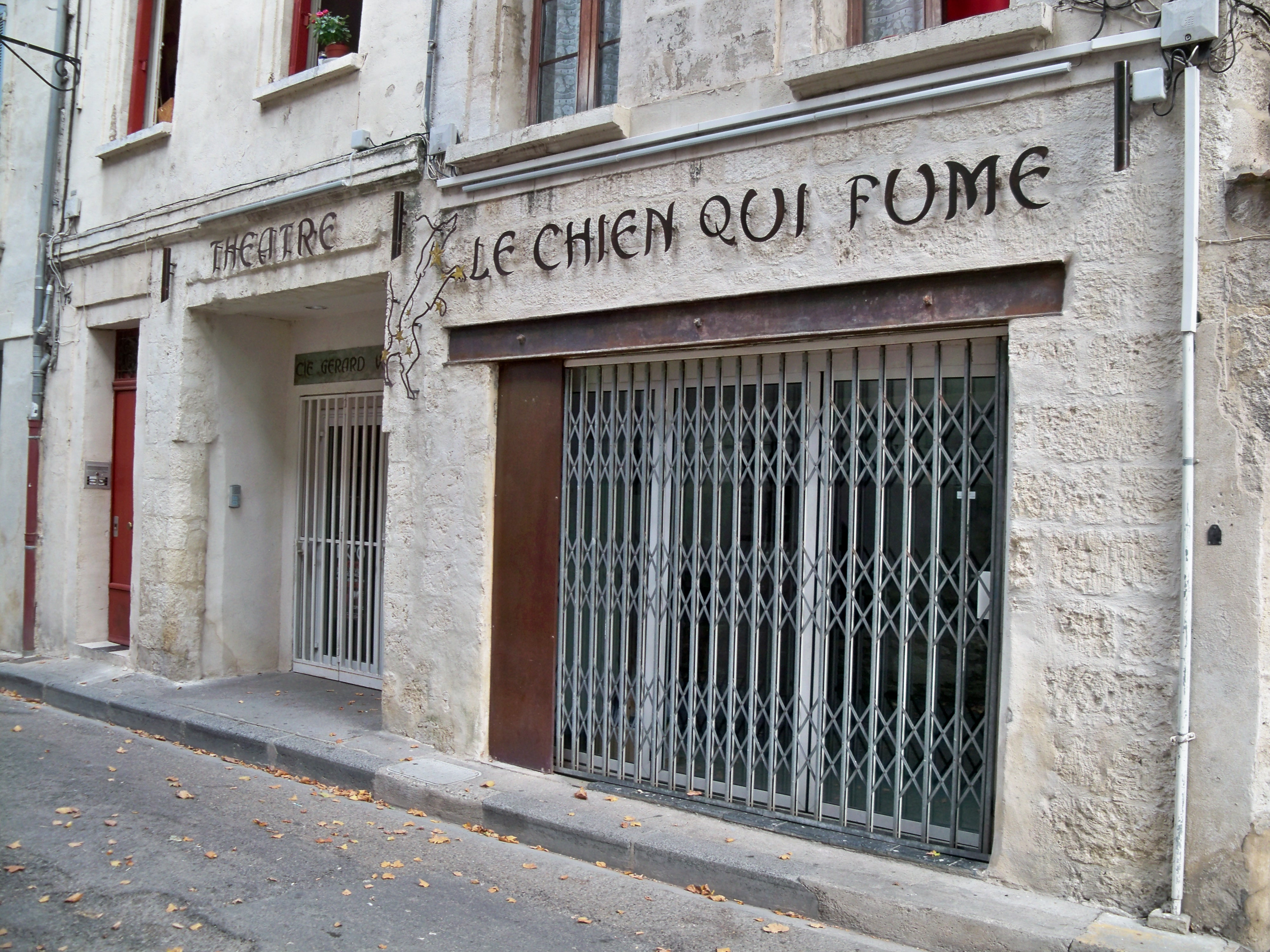
Le Théâtre du Chien qui fume

Gérard Vantaggioli est un acteur, metteur en scène et auteur dramatique français.

## Biographie
Il est à l'origine en 1973 de la compagnie Le Théâtre du Chien qui fume qui, aujourd'hui et depuis 1981, porte son nom de Compagnie Gérard Vantaggioli. Il est également directeur d'une salle de théâtre à Avignon (rue des teinturiers), le Théâtre du Chien qui fume.
Son théâtre est l'une des six scènes permanentes d'Avignon et l'une des références du festival off.
En 2015, il présente, lors de la 50e édition du festival off, sa dernière mise en scène, Moi, Dian Fossey de Pierre Tré-Hardy et met en scène Michel Le Royer dans Et mon mal est délicieux.
Chaque année (hors festival) il ouvre gracieusement son théâtre pour accueillir et faire connaitre des artistes de tous horizons lors des fameuses soirées Les Amoureux de la scène. Son théâtre est également un lieu d'accueil pour compagnies en résidence. Il participe aussi au Fest'hiver qui permet à certaines troupes, qui n'ont pas les moyens financiers, de pouvoir être en représentation.
Gérard Vantaggioli est très attaché aux rencontres, au partage et à la transmission. Il travaille en famille et le théâtre est sa famille ; mais pas n'importe quel théâtre : un théâtre authentique, qui questionne et qui dépasse le questionnement, toujours en lien étroit avec la vie et le cosmos (cf. la Constellation du Chien, la Voie lactée...).
Gérard Vantaggioli, apprécié dans le monde du théâtre, est l'une des figures du festival Off.

## Ouvrages
- Le Jeu de la mémoire, éditions ThoT, 2009.
- Pierrot ou les Temps oubliés, éditions ThoT, 2009.
- Le Voyage de l'ange : Avignon, Théâtre du Chien qui fume, 10 juillet 1997, éditions Atticus, 1998.
- La vie est belle, c'est Mickey qui me l'a dit avec Eva Platek, éditions ThoT, 1996.
- Festival Off Avignon avec Alain Léonard, éditions des Quatre-Vents, 1989.
- Les petits adieux, éditions TriArtis, Paris, 2018, isbn 9782490198009.
- Les Valises Bleues, éditions TriArtis, Paris, 2025, isbn 9782490198665.

## Mise en scènes
(liste non exhaustive)
- 1973 : Fœtus-Rama Avignon : Salle de la Reine-Jeanne
- 1976 : L'Enfer des mille vies Avignon : Chapelle des Pénitents-Blancs
- 1977 : Le Cabaret du temps perdu Cavaillon : Centre d'Animation-MJC
- 1978 : La Légende de la femme engloutie Avignon : Parc Champfleury, Palais des expositions
- 1978 : Nouvelles Histoires extraordinaires Cavaillon : Centre d'animation
- 1979 : La Légende de la femme engloutie Cavaillon : Centre d'animation
- 1983 : Je prendrai le chariot du temps Avignon : Théâtre du Chien qui fume
- 1983 : Messe pour la pleine lune Avignon : Théâtre du Chien qui fume
- 1983 : Nouvelles Histoires extraordinaires Avignon : Théâtre du Chien qui fume
- 1983 : L'Attente et la Mort Avignon : Théâtre du Chien qui fume
- 1985 : Contes bariolés avec Michel Vitold  Avignon : Théâtre du Chien qui fume
- 1986 : L'Enfer des mille vies Avignon : Théâtre du Chien qui fume
- 1987 : Cacchas - Contes bariolés mise en scène Michel Vitold et Gérard Vantaggioli, Paris : Théâtre du Lucernaire
- 2000 : Les petits adieux Avignon : Théâtre du Chien qui fume
- 2005 : Camargue rouge Avignon : Théâtre du Chien qui fume
- 2015 : Moi, Dian Fossey Avignon : Théâtre du Chien qui fume
- 2017 : Les ailes du désir Avignon : Théâtre du Chien qui fume